# Bugatti Type 32
Bugatti Type 32, běžně nazývaný Tank de Tours (Tank z Tours), byl aerodynamický závodní vůz postavený v roce 1923. Automobily byly postaveny pro závod o Velkou cenu Francie (A.C.F. GP), která se toho roku konala 2. července v Tours. Je to jeden z prvních závodních vozů, u kterého byl učiněn pokus aerodynamicky optimalizovat karoserii.
Přezdívka vozu pochází z jeho zvláštního tvaru, který připomíná bitevní tanky z I. světové války (např. tanky řady Mark), a také z místa konání Grand Prix. Dalším modelem Bugatti, který si pro svůj design a aerodynamiku vysloužil přezdívku „Tank“, byl 57G Tank z roku 1936.

## Vznik a vývoj

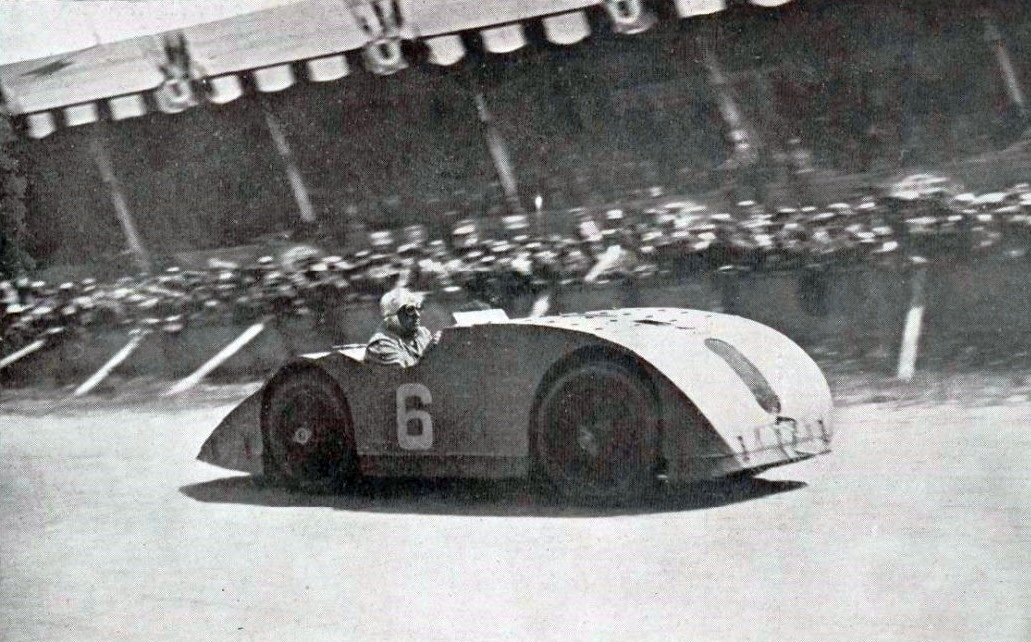
Ernest Friderich řídí Bugatti "Tank" Type 32 v roce 1923 na A.C.F. GP (Tours).

Tento originální vůz Ettore Bugattiho, navržený speciálně pro Velkou cenu Francie v Tours v roce 1923, byl navržen tak, aby se dal jednoduše a rychle sestavit. V roce 1923 postavil Bugatti prototyp a čtyři závodní vozy s revoluční aerodynamickou karosérií, nazývanou pro svůj vzhled "tank" nebo "želva". Tento model byl jedním z prvních vozů, které zavedly koncept aerodynamiky do motoristického sportu. Ačkoli typ 32 nebyl až tak úspěšný, připravil půdu pro rostoucí význam aerodynamiky pro závodní vozy. Jeden z vyrobených vozů je vystaven ve francouzském muzeu Cite Automobile Mulhouse.
První prototyp s aerodynamickou hliníkovou karoserií byl postaven za šest měsíců s řadovým osmiválcovým motorem o objemu 1991 ccm používaného v předchozím Bugatti Type 30. Motor o výkonu 90 k pro soutěž a hmotnost přibližně 650 kg. Jeden z vozů typu 32 používali krátkou dobu také Eliška a Čeněk Junkovi (ev. č. N 469). Aby Čeněk uspořil poplatky za clo, použil stejné ev. č. N 469, jaké bylo použito u jeho předchozího vozu Bugatti T 29/30.

## Popis vozu
Vůz byl bez dveří v provedení jako dvoumístný roadster, s motorem umístěným vpředu a s pohonem zadních kol kardanovou hřídelí. Zážehový, kapalinou chlazený řadový osmiválec (R8), rozvod OHC, objem 1991 cm³ (vrtání 60,0 mm, zdvih 88,0 mm), tři ventily/válec (2 sací, 1 výfukový), dva karburátory Zenith, bez přeplňování, výkon 67-74 kW (90-100 koní) při 4900 ot/min, mechanická třístupňová převodovka, rozvor náprav 2020 mm (jako u Bugatti Type 13), rozchod kol 1052/1052 mm, vnější rozměry: délka 3800 mm, šířka 1200 mm, výška 800 mm, pohotovostní hmotnost 660 kg, maximální rychlost 190 km/h. Vpředu tuhá náprava a podélná listová pera, vzadu tuhá náprava a podélná čtvrteliptická listová pera. Přední i zadní brzdy byly bubnové, přední hydraulické a zadní byly ruční, ovládané táhlem (kovové lanko). S předchozím závodním modelem Type 29/30 sdílel stejnou pohonnou jednotku, ale zde s klikovým hřídelem a ojnicemi na 5 válečkových ložiscích.
Karoserie měla zvnějšku tvar křídla letadla, zaoblenou vpředu, dozadu se snižující. Hliníková karoserie byla tak široká, že kryla všechna 4 drátěná kola v plném rozchodu. Světlá výška vozu byla jen 12 cm od země, protože spodní část karoserie byla opatřena plechem, sahající téměř až k zemi.
I přes nízko položené těžiště nebyla jeho přilnavost k vozovce dobrá. Také výhled dopředu nebyl nejlepší. Důvodem byl tvar podobný profilu křídla, což znamenalo, že vozidlo při vysokých rychlostech mělo tendenci se spíše vznášet. Tyto aspekty byly ještě neznámé v době, kdy bylo studium aerodynamiky teprve v plenkách. I v následujících letech si tuto disciplínu zkoušelo mnoho stavitelů, ale ne vždy s pozitivními výsledky, právě kvůli těmto dosud neznámým pojmům. K problému přispíval také jeho krátký rozvor. S krátkým rozvorem a "aerodynamickou" karoserií byl model zvláštním typem, který neměl přímého předchůdce ani nástupce.

## Sportovní úspěchy
Pro Velkou cenu Francie v roce 1923 byly postaveny 4 závodní vozy. Závodu v Tours (35 kol, 799,05 km) se zúčastnily 4 vozy přihlášené za tým Automobiles Ettore Bugatti: č. 6, Ernest Friderich - Rohfritsch, č. 11, Pierre de Vizcaya - Etienne, č. 16, Pierre Marco - Ernest Zirn a č. 18, Bertrand de Cystria - Georges Lutz. Hned v 1. kole de Vizcaya na Bugatti v zatáčce la Membrolle vjel v plné rychlosti do bariery, poranil 14 diváků a jednoho smrtelně; pro řidiče i mechanika tato nehoda neskočila zle, vůz byl ovšem nezpůsobilý k další jízdě. Další 2 vozy odstoupily v 3. kole (Pierre Marco) a v 12. kole (Bertrand de Cystria), oba pro mechanickou závadu. Závod dokončil pouze Ernest Friderich na třetím místě. V závodě zvítězil Henry Segrave na Sunbeamu v čase 6:35:19,6 h. Francouzská GP byla jedinou velkou cenou, které se tento typ zúčastnil. Při Velké ceně Francie v roce 1923 byla nejvyšší rychlost měřena elektrickým Fluxmetrem na úseku 150 metrů dlouhém. Friedrich (Bugatti) dosáhl při tomto měření rychlosti 183 km/h. De Cystria, než odpadl, dosáhl rychlosti 155 km/h. Později tomuto vozu na dni rekordů v Arpajonu naměřena rychlost 189 km/h.
Vůz Bugatti 32 (podvozek č. 4059), se kterým odjel závod Ernest Friderich, si zakoupil Čeněk Junek. Odjel s ním v Československu vítězně 2 závody. Na podzim 1923 (16. září) s ním zvítězil v I. mezinárodním závodě Lochotín-Třemošná v kategorii závodních vozů do 2,0 l a také v automobilech v absolutní klasifikaci. Zde se mu přihodila nemilá příhoda, kterou později popsal v Pestrém týdnu. Při natáčení motoru ho "kopla" klika tak, že v okamžiku měl ruku opuchlou a neschopnou další akce. Přesto závod odjel a zvítězil, avšak on obstarával pouze řízení jednou rukou, zatímco brzdění a ostatní manipulaci s pedály obstarala jeho manželka Eliška, která jela jako spolujezdec. Faktem ale zůstalo, jak přiznal sám Junek, že se mu potom ruka "zlepšila" (po starém zranění z války) alespoň o 80 %.
O 14 dnů později u Rumburku (30. září) v III. mezinárodním závodu do vrchu Schöber zvítězil v kategorii závodních vozů do 2 l a rovněž dosáhl mezi automobily nejlepšího času dne. V obou případech vůz měl původní modrou barvu a startovní číslo 6, se kterým jel Ernest Friderich závod v Tours. Přestože Junek v obou závodech vyhrál (v obou závodech byla spolujezdkyní Eliška Junková) svoji kategorii, příliš s tímto vozem spokojen nebyl. Podle Junka měl vůz mimo jiných necností i slabé brzdy a třístupňovou převodovku, která se nehodila pro závody do vrchu. Původně s ním měl startovat i na závodu Zbraslav-Jíloviště na jaře 1924, ale pro prasklé ložisko těsně před závodem zde nakonec startoval se starším Bugatti 29/30.
Potom jej Junkovi používali jako rodinný vůz, byl přemalován do žluté, kanárkové barvy. V druhé polovině roku 1924 v továrně informovali Ettoreho o negativech vozu. Ten jim ukázal návrh nové Bugatti 35. Tu také zakoupili a Tank šel do továrny protiúčtem. S tímto vozem jezdil Junek v letech od podzimu 1924 do podzimu 1925 a po něm i Eliška Junková v roce 1926. 
Typ 32 byl nahrazen v řadě závodních vozů Bugatti nejúspěšnějším modelem značky Bugatti, Typem 35. Další závodní vůz Bugatti s karoserií à la tank, typ Bugatti 57 GSC z roku 1936, byl mnohem úspěšnější. Úplné řešení kapotáže následně vyřešil Jean Bugatti (1909 – 1939), Ettoreův syn, pro typ 57, který vyhrál 24 hodin Le Mans v roce 1937. Vítěznou posádku tvořili Francouzi J.P. Wimille a R. Benoist. Tento radostný návrat byl však zastíněn tragédií, když o dva roky později Jean zemřel za volantem tohoto typu. Právě v roce 1939 zvítězil tento vůz v Le Mans podruhé, když jej řídili Jean-Pierre Wimille a Pierre Veyron. Celkem ujeli 3354,744 km průměrnou rychlostí 139,8 km/h a vytvořili nový rekord závodu.